# عدم تعادل نسبت جنسی در چین
در چین، تعداد زنان به‌طور قابل توجهی کمتر از مردان است، که منجر به نسبت جنسی انسانی نامتعادل می‌شود. این پدیده ناشی از تأثیرات فرهنگی و سیاست‌های دولت است. گاهی اوقات از این رخداد به عنوان زنان مفقود یا دختران گمشده چین یاد می‌شود.
معایب زن در بقای کودکان در سراسر چین نشان دهنده الگوی طولانی تبعیض جنسیتی است. ترجیح دادن پسران در چین به دلیل توانایی آنها در نگاه داشتن نام خانوادگی، ارث و ثروت و این ایده که آنها معمولاً پس از بزرگتر شدن از والدین خود مراقبت می‌کنند، رایج است. محدود کردن توانایی والدین برای داشتن فرزندان متعدد، آنها را مجبور می‌کند که به دلایل منطقی و بلندمدت برای داشتن فرزند پسر یا دختر فکر کنند. والدین چینی از خانواده‌های پرجمعیت حمایت می‌کنند و پسران را به دختران ترجیح می‌دهند تا منابع خانواده‌شان را بیشتر کنند. نتیجه تبعیض و ترجیح مردان، کمبود زنان و نسبت جنسی بسیار نامتعادل در جمعیت چین است. نسبت جنسی در چین نسبتاً دارای بیشترین انحراف در حوزه جهانی است.
در دسامبر ۲۰۱۶، محققان دانشگاه کانزاس گزارش دادند که زنان مفقود ممکن است تا حد زیادی ناشی از گزارش ناقص اداری باشد و ثبت نام تأخیری زنان می‌تواند حدود ۱۰ تا ۱۵ میلیون زن مفقود از سال ۱۹۸۲ را تشکیل دهد محققان دریافتند که زنان گزارش‌نشده در سرشماری‌های دولتی دهه‌ها بعد به دلیل تأخیر در ثبت نام ظاهر می‌شوند، زیرا خانواده‌ها سعی می‌کردند هنگام تولد دختران از مجازات جلوگیری کنند. نتیجه نشان داد که اختلاف جنسیتی احتمالاً در تحلیل‌های قبلی اغراق‌آمیز بود.

## پیشینه
آمارتیا سن متوجه شد که در چین، توسعه سریع اقتصادی با بدتر شدن مرگ و میر زنان و نسبت جنسی بالاتر همراه شد. اگرچه چین به‌طور سنتی علیه زنان تبعیض آمیز بوده‌است، اما پس از سال ۱۹۷۹، سال پس از اجرای اصلاحات اقتصادی و اجتماعی در دوران دنگ شیائوپینگ، کاهش قابل توجهی در جمعیت زنان چین رخ داد. سن به این نتیجه رسید که سه دلیل وجود دارد که چرا محیط برای زنان چینی بدتر شده‌است، به ویژه از سال 1979:
سیاست تک‌فرزندی در سال ۱۹۷۹ در تلاش برای کنترل اندازه خانواده‌ها به اجرا گذاشته شد که به معنای داشتن یک «خانواده تک فرزندی» برای اکثر خانواده‌های چینی به استثنای برخی موارد بود. به دلیل ترجیح شدید پسر، این اقدامات اجباری منجر به بی‌توجهی دختران و در مواردی منجر به نوزادکشی دختر شد. به نظر نمی‌رسد چین لقاح انتخابی جنسی یا شیوه‌های قبل از بارداری را نظام مند کند؛ بنابراین فرض بر این است که ۱۰ درصد از کودکان دختر در برخی از مراحل پس از لقاح ناپدید می‌شوند: چه در رحم، و چه در اوایل دوران نوزادی. مرگ و میر نوزادان دختر در سال‌های اولیه پس از اصلاحات در سال ۱۹۷۹ به‌طور چشمگیری افزایش یافت و برخی از آمارها نشان می‌دهد که مرگ و میر نوزادان دختر از سال ۱۹۷۸ تا ۱۹۸۴ دو برابر شده‌است
یک بحران عمومی در خدمات بهداشتی پس از اصلاحات اقتصادی به وجود آمد زیرا قبلاً بودجه برنامه‌های مراقبت بهداشتی گسترده روستایی چین عمدتاً از سوی تیپ‌ها و گروه‌های تولید کشاورزی تأمین می‌شد. هنگامی که اصلاحات اقتصادی این ساختارهای سنتی را لغو کرد، سیستم مسئولیت خانوار جایگزین آنها شد، که به این معنی بود که کشاورزی در خانواده متمرکز می‌ماند و دسترسی به امکانات عمومی در سیستم مراقبت بهداشتی روستایی گسترده چین محدود می‌شد. به‌طور کلی، تأثیر محدودیت در خدمات پزشکی خنثی بود، اما در یک جامعه روستایی چین که به مردان و زنان نگاه می‌کرد، کاهش خدمات بهداشتی به‌طور قابل توجهی بر زنان و کودکان دختر تأثیر گذاشت.
سیستم مسئولیت خانه شامل کاهش مشارکت زنان در کار کشاورزی مزدبگیرانه بود. در همان زمان، فرصت‌های شغلی خارج از کشاورزی عموماً برای زنان کمیاب بود. با توجه به رویکرد تعارضات، «چه کسی کار مولد انجام می‌دهد و چه کسی تا چه اندازه در شکوفایی خانواده کمک می‌کند، می‌تواند بسیار تأثیرگذار باشد»، تأثیر این تغییر سیستماتیک بر زنان درون خانواده منفی بود، زیرا زنان قدرت چانه زنی کمتری داشتند. این واقعیت خانواده‌ها را برانگیخت تا پسران را بر دختران ترجیح دهند، که به کاهش مراقبت از کودکان دختر کمک کرد.
دلایل نسبت جنسی بالا در چین ناشی از ترکیبی از انتخاب جنسیت فرزند، سیاست تک فرزندی، دسترسی آسان به سقط جنین بر پایه جنسیت، کمبود غذا، و تبعیض و سوء استفاده از زنان است.

## ترجیح پسر در فرهنگ تاریخی و سنتی چین
ترجیح پسر در فرهنگ پدرسالاری کنفسیوس‌گرایی چینی یک سنت است. پسران به چند دلیل ترجیح داده می‌شوند: مردم فکر می‌کنند پسران به نسل خانواده ادامه می‌دهند، نام خانوادگی را حفظ می‌کنند، ظرفیت دریافت دستمزد بالاتری دارند، عبادت اجدادی را انجام می‌دهند و عموماً ارث می‌گیرند، در حالی که دختران اغلب به عنوان یک بار اقتصادی در نظر گرفته می‌شوند. پس از ازدواج، آنها معمولاً اعضای خانواده شوهر خود می‌شوند و مسئولیت والدین سالخورده یا بیمار را ندارند.
با پیشرفت‌های اجتماعی-اقتصادی، مدرن‌سازی و افزایش موقعیت زنان، ترجیح پسر در بسیاری از مناطق شهری در چین کاهش یافته‌است، اما در برخی از خانواده‌های کاملاً سنتی و مناطق روستایی همچنان ادامه دارد و تحت سیاست تک فرزندی مجدداً خود را نشان می‌دهد. بیشترین کمبود زنان در بخش‌هایی از مناطق روستایی چین ظاهر می‌شود که در آن به ازای هر ۱۰۰ زن، ۱۴۰ تولد پسر وجود دارد.

## اقدامات تنظیم خانواده در قرن بیستم
مائوتسه تونگ در طول رهبری خود از سال ۱۹۴۹ تا ۱۹۷۶ بین این باور که جمعیت‌های بزرگ منبع قدرت هستند و خطرات افزایش جمعیت را تشخیص می‌داد، رفت و برگشت از خود نشان داد. اگرچه او توصیه‌های اقتصاددانان را در مورد ایجاد احتمالی یک سازمان تنظیم خانواده در سراسر کشور در اواسط دهه ۱۹۵۰ در نظر گرفت، مائو بعداً به حمایت از رشد سریع جمعیت در طول جهش بزرگ به جلو بازگشت.
در دهه ۱۹۶۰، زمانی که نرخ رشد جمعیت پس از یک قحطی در سراسر کشور افزایش یافت، کمیسیون‌های تنظیم خانواده در سراسر کشور ایجاد شد. با این حال، کمپین‌های کنترل جمعیت زمین را تحت پوشش قرار ندادند، اما تا پس از سال ۱۹۷۱، زمانی که تعدادی از اقدامات داوطلبانه، مانند سن ازدواج، فواصل ثابت سال‌ها بین تولدها و محدودیت دو فرزند، توسط دولت مرکزی مورد حمایت قرار گرفت. پس از مرگ مائو، دنگ شیائوپینگ در سال ۱۹۷۸ به قدرت رسید. تحت رهبری او، اقدامات پیشگیری از بارداری به سیاست‌های اولویت دار در زمینه تنظیم خانواده تبدیل شد. دنگ بر این باور بود که کنترل جمعیت برای رشد اقتصادی ضروری است و برای رسیدن به این هدف تا حد زیادی در کنترل تولید مثل پیش رفت. در میان یک فرهنگ سیاسی فوری اقتصادی و جاه طلبی توسعه ای، دولت سیاست تک فرزندی را در سال ۱۹۷۹ اجرا کرد.

## سیاست تک فرزندی
در طول دهه ۱۹۷۰، چین رونق قابل توجهی از جمعیت را تجربه کرد. در تلاش برای بهبود شرایط محیطی و اقتصادی از طریق محدود کردن رشد جمعیت، چین سیاست تک فرزندی خود را در سال 1979 اجرا کرد. این سیاست تعدادی از قوانین را وضع می‌کرد که ترکیب خانواده‌های چینی را تحت تحریم دولت قرار می‌داد: هر خانوار مجاز به تولد یک بار بود و در صورت تخطی از مقررات، عواقب مختلفی از جریمه تا عقیم‌سازی اجباری را به دنبال داشت. این سیاست در مناطق شهری که تراکم مسکونی معمولاً بیشتر بود، به شدت اجرا می‌شد و تأثیرات آن بسته به منطقه متفاوت بود: این سیاست در میان اقلیت‌های قومی در چین به‌شدت اجرا نمی‌شد، و تعدادی استثنا در میان اکثریت مردم هان وجود داشت. همچنین برای خانواده‌هایی که اولین و تنها فرزندشان معلولیت داشتند کمک هزینه در نظر گرفته شد.
ژو فنگ چن، مدیر مرکز کودکان چینی در پکن، اظهار داشت: «غیرقابل انکار است که تک فرزندی جامعه ای متفاوت را ایجاد می‌کنند، ما ابتدا باید فرصت‌ها و توانایی‌های تک فرزندی را در ارتباطات اجتماعی، تعامل و رشد افزایش دهیم.» تک فرزندی در چین از تجربیاتی که مادر و پدرشان تجربه کرده‌اند محروم هستند. رفاه آنها در معرض خطر تلقی می‌شود. آنها ممکن است رفتار کلیشه ای تک فرزندی را نشان دهند یا به عنوان لوس، خودخواه و غیر اجتماعی شناخته شوند. سیاست تک فرزندی «مهم‌ترین و گسترده‌ترین پیامدهای برای جمعیت و توسعه اقتصادی چین» خوانده شده‌است. آزادی‌های تولید مثلی جمعیت چین به عنوان ابزاری سیاسی برای نوسازی اجتماعی مورد استفاده قرار گرفت.
سیاست تک فرزندی ترجیح سنتی برای پسران را برجسته کرد. نتایج آن شامل افزایش نرخ سقط جنین بر اساس جنسیت، رها کردن کودکان دختر، و در برخی موارد، نوزادکشی دختر بود. این سیاست همچنین منجر به افزایش گزارش کمتر تولد و فرزندخواندگی دختران شد. همه این عوامل به پدیده شدید «زنان مفقود» کمک کردند که پیامدهای اجتماعی آن را می‌توان در فراوانی مردان مجرد و افزایش ربوده شدن و قاچاق زنان برای ازدواج و کار جنسی مشاهده کرد.
سیاست یک فرزند در سال ۲۰۱۶ پایان یافت و با سیاست دو فرزند جایگزین شد و به نوبه خود با سیاست سه فرزند در سال ۲۰۲۱ ادامه یافت.

## کمبود مواد غذایی
یکی از عوامل اصلی که منجر به ایجاد سیاست تک فرزندی شد، کمبود غیرقابل حل غذا در چین بود که به دولت این کشور این اختیار را داد که قدرت بی‌سابقه ای بر جوامع روستایی و مالکیت زمین آنها داشته باشد. پس از سال ۱۹۵۶، دولت‌های ایالتی یا محلی مدعی مالکیت تمام زمین‌های روستایی از طریق مصادره اجباری و غرامت‌های کمتر از ارزش بازار شدند. در نتیجه، کشاورزان در توانایی خود برای افزایش سرمایه محدود بودند، زیرا نمی‌توانستند زمین را بفروشند، اجاره کنند، یا بخرند تا زمین‌های مقرون به صرفه‌تر بسازند یا از زمین به عنوان وثیقه برای وام استفاده کنند. کنترل دولت بر زمین همچنین انگیزه‌های فردی برای کار سخت را کاهش داد، زیرا کشاورزان نمی‌توانستند از محصولاتی که تولید می‌کردند سود ببرند. در نتیجه، منجر به گرسنگی در مقیاس بزرگ و شکاف عمیق بین قشر برخوردار جامعه و آسیب‌پذیری بیشتر جمعیت محروم آن شد.
مشکلات کمبود غذا با خشکسالی‌های پی در پی در رود زرد، جنوب غربی و جنوب چین، دشت شمال چین و رودخانه یانگ‌تسه از سال ۱۹۵۸ تا ۱۹۶۰ بدتر شد و همه اینها منجر به شرایط آب و هوایی اسفناک و باعث قحطی بزرگ چین در سالهای ۱۹۵۹–۱۹۶۱ گردید.
به‌طور کلی، دولت چین از کمبود مواد غذایی برای افزایش قدرت خود در زمین‌های باز قبلی استفاده کرده‌است. در بسیاری از موارد، سیاستمداران محلی از وعده‌های دروغین در مورد ایمنی مواد غذایی استفاده کرده‌اند تا شهروندان خود را برای پیروی از مقررات جدید مواد غذایی تحت فشار قرار دهند. مشروعیت و قدرت بیشتر حزب کمونیست چین نیز میلیون‌ها نفر را کشت و سیاست تک‌فرزندی را آغاز کرد.

## سقط جنین انتخابی
ترجیح پسر، سیاست تک فرزندی و فناوری تشخیص جنسیت قبل از تولد به گسترش تبعیض قبل از تولد در بخش‌هایی از چین که سقط جنین قانونی است کمک کرده‌است. روش‌های سقط جنین انتخابی منجر به تولد مردان بیش از حد می‌شود که در نتیجه نسبت جنسی را در یک جمعیت به‌طور قابل توجهی تغییر می‌دهد. بر اساس آمار چاپ چین در سال ۲۰۱۳، نسبت جنسی در چین در هنگام تولد ۱۱۱ در سال ۱۹۹۰، ۱۱۷ در سال ۲۰۰۱، ۱۲۱ در سال ۲۰۰۵ و ۱۱۹ در سال بود. تقریباً ۳۷ تا ۴۵ درصد از زنان مفقود چین ممکن است قبل از تولد ناپدید شده باشند. محققان دریافتند که سقط جنین بر اساس جنسیت می‌تواند مشکلات اجتماعی طولانی مدتی را در بین جمعیت ایجاد کند. کمبود زنان ممکن است برای برابری جنسیتی مضر باشد: کاهش جمعیت زنان باعث کاهش قدرت مدنی می‌شود. در مناطقی که ازدواج برای پیشرفت اجتماعی ضروری است، کمبود عروس و مادر ممکن است به افزایش آدم‌ربایی، ازدواج‌های اجباری و خشونت منجر شود.
برخی استدلال می‌کنند که سقط جنین انتخابی دارای مزایایی است. دسترسی به تعیین جنسیت قبل از تولد، تولد مطلوب پسران را افزایش می‌دهد و در نتیجه تبعیض پس از تولد و رها شدن دختران را کاهش می‌دهد. هند، کره جنوبی و چین همگی مرگ و میر زنان کمتری را در دهه گذشته گزارش کرده‌اند. همچنین استدلال شده‌است که کمبود زنان منجر به ارزش گذاری بیشتر برای زنانی می‌شود که به دنیا می‌آیند. در نتیجه موقعیت اجتماعی آنها افزایش یافته‌است. سقط جنین انتخابی به مادران نیز قدرت می‌دهد تا جنسیت فرزند خود را انتخاب کنند. به دلیل ترجیح پسر، یک زن ممکن است از طریق توانایی خود در تولید پسر به رسمیت شناخته شود.

## نوزادکشی دختر در بدو تولد
کشتن نوزادان دختر، یا قتل نوزادان دختر به دلیل ترجیح دادن به نوزادان پسر است. اگرچه دختران تازه متولد شده از مزیت بیولوژیکی نسبت به پسران تازه متولد شده برای زنده ماندن در اولین سال زندگی خود استفاده می‌کنند، مرگ و میر زودرس ناشی از نوزادکشی، و همچنین سوءتغذیه و بی‌توجهی به مراقبت‌های بهداشتی منجر به نرخ مرگ و میر نوزادان دختر می‌شود که از پسران در چین پیشی می‌گیرد. محققان دریافتند که در برخی مناطق روستایی چین، «گاهی نیمی از نوزادان توسط خانواده‌هایشان کشته می‌شوند».
همان‌طور که سن اشاره می‌کند، شیوه‌های نوزادکشی دختر در طول تاریخ چین رخ داده‌است. قحطی بزرگ چین در سال‌های 1959 – ۱۹۶۱ بسیاری از خانواده‌ها را بر آن داشت تا نوزادکشی دختر را به عنوان وسیله ای برای حفظ غذا و منابع انتخاب کنند. اخیراً، سیاست تک فرزندی چین نقش مهمی در افزایش نرخ نوزادکشی دختران ایفا کرده‌است. در سپتامبر ۱۹۹۷، کمیته منطقه‌ای سازمان جهانی بهداشت برای غرب اقیانوس آرام ادعا کرد که بیش از ۵۰ میلیون زن در چین به دلیل کشتار و بی‌توجهی نهادینه‌شده دختران به دلیل برنامه کنترل جمعیت پکن که پدر و مادر را به داشتن به یک فرزند محدود می‌کند، به عنوان زنان مفقود تخمین زده می‌شوند.
در یک نظرسنجی طبیعی چینی اخیر در سال ۲۰۰۳، سی و هفت درصد از زنان جوان، عمدتاً شهری، گفتند که ترجیح جنسیتی ندارند و چهل و پنج درصد گزارش کردند که خانواده ایده‌آل آنها شامل یک پسر و یک دختر است.

## رها شدن دختران شیرخوار
بر اساس سیاست تک فرزندی، برخی از والدین چینی در مناطق روستایی، دختران بسیار کوچک خود را رها می‌کنند تا امکان تربیت پسر را افزایش دهند. بیش از ۹۵ درصد از نوزادان در یتیم خانه‌های دولتی، نوزادان دختر سالم هستند، در حالی که درصد بالایی از این دختران رها شده در عرض چند ماه به دلیل شرایط بد و بی‌توجهی به سلامت در یتیم خانه‌ها جان خود را از دست می‌دهند. آن دسته از والدینی که فرزندان دختر خود را رها می‌کنند، فرزندان خود را نه چندان دور از خانه یا نزدیک به مکان‌های عمومی رها می‌کنند تا مطمئن شوند که نوزادان توسط دیگران پیدا می‌شوند. به گفته یک مقام در استان لیائونینگ، «هر سال کمتر از ۲۰ نوزاد دختر رها شده در سطل‌های زباله و گوشه‌ها پیدا می‌شوند.»

## مراقبت‌های بهداشتی ضعیف و سوء تغذیه
بی‌توجهی به مراقبت‌های بهداشتی و تغذیه مناسب برای دختران و زنان باعث گستردگی زنان مفقود می‌شود. تبعیض علیه دختران پس از تولد منجر به مراقبت‌های بهداشتی ضعیف و سوء تغذیه و در بسیاری از موارد مرگ زودرس می‌شود. برای زنان بالغ، شرایط اولیه زندگی مستقیماً بر سلامت و مرگ و میر آنها در زندگی بعدی تأثیر می‌گذارد. طبق سنت‌های چینی، دوره زویو یوزی یا ۳۰ یا ۴۰ روز اول پس از زایمان، یک دوره نقاهت ضروری برای مادران برای اطمینان از سلامت آینده خود است. اگر در این مدت از آنها حمایت یا مراقبت نشود (به عنوان مثال، برخی از زنان روستایی کارهای سنگین مزرعه را انجام می‌دهند)، خطرات بالقوه شامل عوارض سلامتی و مرگ زودرس است.

## استفاده از روش‌های پیشگیری از بارداری
در تلاش برای کنترل جمعیت این کشور در سال ۲۰۱۵، دولت چین فرصت‌های استفاده از وسایل پیشگیری از بارداری را گسترش داد. کینینگ ژانگ، پزشک محقق، گفت: ۲۰ سال پیش اگر به روستاهای چین می‌رفتید، می‌توانستید روی دیوار شعارهایی را ببینید که روی آن نوشته شده بود: «اگر یک فرزند دارید، آی یو دی لطفاً، اگر دو فرزند دارید، لطفاً عقیم کنید.» در انجمن تحقیقات بهداشت و توسعه یوننان. هنوز هم تأثیر بسیار قوی [از آن] سیاست وجود دارد.» نگرش نسبت به سلامت باروری به‌طور چشمگیری در سراسر کشور تغییر کرده‌است. سلامت جنسی اغلب چیزی محرمانه بود و آشکارا مورد بحث قرار نمی‌گرفت. نظرسنجی انجام شده توسط دانشگاه رنمین در سال ۲۰۱۵ بیان می‌کند که بیش از نیمی از پاسخ دهندگان فکر می‌کنند رابطه جنسی قبل از ازدواج قابل قبول است. دیدگاه‌های سنتی در مورد سلامت جنسی و پیشگیری از بارداری به سرعت در حال تغییر است و در درجه اول بر نسل جوان و مجرد تأثیر می‌گذارد.
چین حتی در مقایسه با سایر کشورهای آسیایی یکی از بالاترین میزان استفاده از وسایل پیشگیری از بارداری را در جهان دارد. در بین ۸۴٫۶ درصد از زنانی که در حال حاضر متأهل یا در رابطه زناشویی هستند از نوعی روش پیشگیری از بارداری استفاده می‌کنند. ایالات متحده دارای نرخ پایین‌تر از ۷۸٫۶٪ است. ژاپن، یک کشور همسایه، شیوع آن را ۵۴٫۳ درصد گزارش کرده‌است. سیاست تک فرزندی که در سال ۱۹۷۹ تصویب شد، عامل اصلی افزایش استفاده از وسایل پیشگیری از بارداری است. در تلاش برای کاهش واقعی جمعیت، سیاست‌های تنظیم خانواده چین در واقع بر کنترل موالید تأکید دارد و بسیاری از اشکال در مناطق شهری و روستایی به صورت رایگان در دسترس هستند. پیامدهای سخت سیاست تک فرزندی به بسیاری از زنان این امکان را می‌دهد که روش‌های کنترل بارداری را دریافت کنند، اما معمولاً تنها به نفع کسانی است که متأهل هستند. جمعیت جوانی که تحت پوشش نیستند متأهل نیستند و به همین دلیل در شکاف حاملگی ناخواسته قرار می‌گیرند. با این حال، کمیسیون ملی جمعیت و برنامه‌ریزی خانواده با ایجاد بهبودهایی با افزایش دسترسی به کنترل تولد و همچنین آموزش جنسی، بر دیدگاه‌های چین نظارت کرد. فراهم کردن دسترسی و حمایت اجتماعی برای زنان در استفاده از روش‌های پیشگیری از بارداری نه تنها امکان کنترل جمعیت را فراهم می‌کند، بلکه به خانواده‌ها اجازه می‌دهد تا گزینه‌های خود را قبل از بررسی گزینه‌های سقط جنین تجزیه و تحلیل کنند. دیدگاه‌های بین‌المللی برنامه‌ریزی خانواده می‌گوید: «تأثیر ترجیح جنسی بر فرزندآوری با کاهش باروری قوی‌تر می‌شود، زیرا زوج‌ها باید در تعداد کمتری از فرزندان به تعداد پسر مورد نظر خود برسند». اگرچه داروهای پیشگیری از بارداری همیشه به ترجیح جنسی مربوط نمی‌شود، بهبود وضعیت زنان و کودکان دختر باید در کاهش ترجیح پسر و بهبود سلامت مادر و کودک و خدمات تنظیم خانواده باید در کاهش تعداد سقط جنین کشور کمک کننده باشد. . دسترسی به تعیین جنسیت قبل از تولد منجر به افزایش تعداد تولدهای تحت تعقیب می‌شود که منجر به تبعیض کمتر علیه دختران و نرخ کلی مرگ و میر زنان می‌شود. سقط‌های انتخابی جنسی کمتر و کاهش پسر، ترجیح پسر را کاهش می‌دهد و مشارکت کمتری در سقط‌های انتخابی جنسی ایجاد می‌کند که در نهایت نسبت جنسی نامتعادل را متعادل می‌کند.

## پیامدها
از زمانی که تعیین جنسیت قبل از تولد در اواسط دهه ۱۹۸۰ در دسترس قرار گرفت، چین شاهد گروه‌های زیادی از مردان مازاد بوده‌است که در آن زمان متولد شده‌اند و اکنون در سن ازدواج هستند. تعداد مازاد تخمینی مردان در سالهای ۲۰۱۱، ۲۰۱۲ و ۲۰۱۳ به ترتیب ۲٫۳، ۲٫۷ و ۲٫۱ میلیون نفر بود. طی ۲۰ سال آینده، پیش‌بینی می‌شود بیش از ۱۰ تا ۲۰ درصد از مردان جوان در بخش‌های بزرگی از چین ظاهر شوند. این شوهران در سن ازدواج که به نام تفنگ گوانگ در جوامعی زندگی می‌کنند که ازدواج به عنوان بخشی از موقعیت اجتماعی افراد در نظر گرفته می‌شود. تعیین جنسیت قبل از تولد همراه با ترجیح سنتی چین برای پسران به دختر، میلیون‌ها مرد را مجبور به رقابت بر سر تعداد محدودی از عروس‌ها کرده‌است، پدیده‌ای که به عنوان فشار ازدواج شناخته می‌شود. در مواردی، خانواده‌ها نوزادان دختر را به عنوان راهی برای تضمین عروسی آینده برای پسران خود می‌پذیرند. این دختران توسط خانواده‌های فرزندخوانده خود بزرگ می‌شوند تا یاد بگیرند که چگونه از خانواده‌های آینده خود مراقبت کنند.

## قاچاق جنسی زنان
کمبود زنان در چین باعث افزایش تقاضا برای عروس در میان گوانگ گوان (مردان مجرد) شده‌است. کارشناسان تخمین می‌زنند که تا سال ۲۰۳۰، ۲۵ درصد از مردان چینی در اواخر دهه ۳۰ زندگی خود به دلیل پدیده زنان مفقود مجرد خواهند ماند. خانواده‌ها در بخش‌های روستایی چین به خرید و فروش عروس‌های ربوده‌شده متوسل می‌شوند و آنها را مجبور می‌کنند که فرزندان پسرانشان را به دنیا بیاورند. عروس‌ها گاهی از آن سوی مرز در میانمار، برمه ربوده می‌شوند. زنان قاچاق شده مورد آزار جنسی، جسمی و عاطفی، کار اجباری و در برخی موارد داروهای اجباری برای بهبود باروری قرار می‌گیرند. اگر ربوده‌شدگان علاقه بیشتری به بچه‌دار شدن داشته باشند، زنان گاهی آزاد می‌شوند. اکثریت زنان ربوده شده بین ۱۳ تا ۲۴ سال سن دارند مجریان قانون اغلب گزارش‌های زنان گمشده را نادیده می‌گیرند و گاهی خانواده‌ها را مجبور می‌کنند تا دختران و همسران خود را پیدا کنند. قربانیان قاچاق فراری با نقض قوانین مهاجرت تحت نظر مقامات چینی و همچنین بدنامی اجتماعی هنگام بازگشت به جوامع خود مواجه می‌شوند.

## شیوع کارگران جنسی
یک مشکل بالقوه با تعداد زیادی از مردان بی همسر این است که میلیون‌ها کارگر جنسی چینی بازار کار دارند. اگرچه روسپیگری در چین غیرقانونی است، اما به نظر می‌رسد که کارگران زن برای پاسخگویی به تقاضای افزایش یافته مردان بی همسر، گسترش یافته‌است. در چین، صنعت کار جنسی زنان در قرن بیستم شکوفا شده‌است.
تعداد کارگران جنسی زن در چین از ۲۵۰۰۰ نفر در سال ۱۹۸۵ به ۴۲۰۰۰۰ نفر در سال ۱۹۹۶ افزایش یافت توسط اداره امنیت عمومی چین تخمین زده شد که تا سال ۲۰۰۰ بین 4 – ۶ میلیون کارگر جنسی در چین وجود داشت وزارت خارجه آمریکا در سال ۲۰۰۱ تخمین زد که ۱۰ میلیون کارگر جنسی در چین وجود دارد.

## نرخ باروری
در سال ۱۹۶۵، چهارده سال قبل از اجرای سیاست تک فرزندی، میزان باروری کل در چین ۶٫۳۹ تولد به ازای هر زن بود. پس از سیاست تک فرزندی در سال ۱۹۷۹، نرخ باروری به ۲٫۷۵ تولد به ازای هر زن کاهش یافت و به سرعت در سال‌های آتی کاهش یافت. در ابتدا، هدف چین کاهش نرخ باروری به سطح جایگزینی ۲٫۱ تولد برای هر زن بود، اما نرخ باروری به کاهش ادامه داد و اکنون به ۱٫۶ تولد برای هر زن رسیده‌است.

## جمعیت سالخورده
تعداد زیاد زنان مفقود در نهایت به مشکل پیری جمعیت در چین کمک می‌کنند. از آنجایی که زن و مرد با هم مسئول تولید مثل اجتماعی هستند، کمبود زنان منجر به کاهش تعداد نوزادان فعلی و آینده خواهد شد و در نهایت مشکل پیری در چین را تسریع خواهد کرد. بر اساس پیش‌بینی‌ها، بر اساس نسبت جنسی فعلی، جمعیت سالمندان در چین تا ۳۰ سال آینده سالانه حدود ۳ درصد افزایش خواهد یافت. افراد بالای ۶۵ سال در چین بین سال‌های ۲۰۲۵ تا ۲۰۳۰، ۱۵ درصد از جمعیت را تشکیل می‌دهند، در حالی که افراد بالای ۶۰ سال، یک چهارم جمعیت را در سال ۲۰۵۰ تشکیل می‌دهند این جمعیت سالمند که به سرعت در حال افزایش است، بار اجتماعی سیستم بیمه بازنشستگی را نیز تشدید خواهد کرد.

## تغییر در قوانین و سیاست‌ها
برای کنترل نسبت جنسی نامتعادل، که ناشی از اثرات ترکیبی ترجیح پسر، سقط جنین انتخابی و سیاست تک فرزندی است، دولت چین اقدامات مؤثری را انجام داده‌است. قوانین منع کودک کشی، رها کردن و بی‌توجهی به کودکان دختر در حال حاضر وجود دارد. برای قاچاق و آدم‌ربایی نیز مجازات‌هایی در نظر گرفته شده‌است. دولت چین همچنین قوانینی را منتشر کرده‌است که تعیین جنسیت جنین و سقط جنین انتخابی را ممنوع می‌کند.
چین مردان جوان مجرد بی بضاعت را در ارتش آزادیبخش خلق و پلیس مسلح مردمی شبه نظامی استخدام کرده‌است.
بهبود وضعیت زنان همچنین می‌تواند به کاهش نسبت جنسی در هنگام تولد کمک کند. دولت چین توجه بیشتری به حقوق قانونی زنان به ویژه توسعه اقتصادی آنها دارد. تأکید بیشتری بر وضع قوانین و مقررات برای وضعیت اقتصادی زنان، فرصت‌های تحصیلی، ارث بردن اموال خانواده، تمایل به ازدواج و حمایت‌های مربوط به سالمندی شده‌است.
از سال ۲۰۰۵، ۶۰۰ رنمینبی در ماه به عنوان مستمری به والدین روستایی که دارای دختر هستند، داده می‌شود. در سال ۲۰۰۰، به منظور ایجاد یک محیط بهتر برای بقای دختران در شهر چائوهو، استان آنهویی، «منطقه آزمایشی چائوهو بهبود محیط بقای دختر-کودک» تأسیس و در سال ۲۰۰۳ اجرایی شد. فعالیت‌های اصلی عبارت بودند از: «تأسیس سازمان‌های تخصصی، اجرای آموزش‌ها، مجازات افرادی که مرتکب سقط جنین انتخابی غیرپزشکی و نوزادکشی شده‌اند، حمایت از مقررات و قوانین مربوط به برابری جنسیتی، برگزاری بحث‌های گروهی متمرکز برای مادرشوهرها، کمک مشارکت زنان در فعالیت‌های اجتماعی-اقتصادی از طریق ارائه حمایت‌های اقتصادی، تشویق مشارکت فعال مردان در بهبود وضعیت زنان، ارتقای سیستم تأمین اجتماعی، و رواج ازدواج‌های خارج از محل (که در آن شوهران در خانواده‌های مادرزادی همسران ازدواج می‌کنند) علاوه بر سایر فعالیت‌ها. " نتایج پس از سه سال دلگرم کننده بود: نسبت جنسی در هنگام تولد از بیش از ۱۲۵ در سال ۱۹۹۹ به ۱۱۴ در سال ۲۰۰۲ رسید. بر اساس این برنامه، در سال ۲۰۰۳، کمیسیون جمعیت و تنظیم خانواده کمپینی به نام «مراقبت از دختران» را برای تشویق زوج‌ها به در نظر گرفتن مزایای داشتن فرزند دختر به راه انداخت. نتایج همچنین قابل توجه بود: یک نظرسنجی در سال ۲۰۰۷ نشان داد که ترجیح پسر در مناطق شرکت‌کننده کاهش یافته‌است و نسبت جنسی در هنگام تولد در روستاهای استان شانشی از ۱۳۵ در سال ۲۰۰۳ به ۱۱۸ در سال ۲۰۰۷ کاهش یافته‌است.